# Sowerbaea
Sowerbaea Sm. – rodzaj roślin z rodziny szparagowatych. Obejmuje pięć gatunków występujących endemicznie w Australii, głównie w bagiennych wrzosowiskach na kwaśnych glebach piaszczystych w obszarach nadbrzeżnych lub przybrzeżnych.

## Morfologia
PokrójWieloletnie rośliny zielne o wysokości do 70 cm, tworzące kępy o średnicy do 7 cm.
KorzenieWłókniste, niekiedy z wrzecionowatymi bulwami korzeniowymi.
LiścieRównowąskie do nitkowatych. Brzegi blaszek u nasady tworzą błonkowate pochwy liściowe o brzegach często dystalnie zrośniętych w języczek liściowy.
KwiatyKwiaty obupłciowe, zebrane w pęczkowaty kwiatostan, wyrastający wierzchołkowo na głównej osi łodygi lub na jej bocznych odgałęzieniach. Wsparte przysadkami, z których wewnętrzne są frędzlowate. Okwiat promienisty, trwały, sześciolistkowy. Listki okwiatu wolne, eliptyczne, bardzo wklęsłe, jednożyłkowe, papierzaste. Trzy pręciki o pylnikach skierowanych do wewnątrz, na zewnątrz lub bocznie, pękających przez szczeliny. Prątniczki trzy, naprzemianległe z pręcikami, lub nieobecne (u Sowerbaea alliacea). Zalążnia górna, trójkomorowa, zawierająca do 4 zalążków w każdej komorze. Szyjka słupka nitkowata, zakończona bardzo drobnym znamieniem.
OwocePękające komorowo trójklapowane torebki zawierające nieregularnie kanciaste do półelipsoidalnych, brązowe do czarnych, matowe nasiona.
GenetykaLiczba chromosomów 2n wynosi 8, 16 lub 32.

## Systematyka
Pozycja systematycznaRodzaj z grupy Sowerbaea w podrodzinie Lomandroideae rodziny szparagowatych Asparagaceae.
Historycznie w systemie Takhtajana z 1997 roku zaliczany do plemienia Johnsonieae w rodzinie Anthericaceae. We Flora of Australia zaliczony do rodziny liliowatych.
Wykaz gatunków
- Sowerbaea alliacea F.Muell.
- Sowerbaea juncea Andrews
- Sowerbaea laxiflora Lindl.
- Sowerbaea multicaulis E.Pritz.
- Sowerbaea subtilis D.A.Stewart

## Nazewnictwo
Etymologia nazwy naukowejNazwa naukowa rodzaju upamiętnia Jamesa Sowerby’ego, żyjącego w latach 1757–1822 rytownika roślin i grzybów w brytyjskich publikacjach botanicznych, członka Towarzystwa Linneuszowskiego w Londynie.
Nazwy zwyczajowe w języku polskimRodzaj wymieniony został przez Józefa Rostafińskiego w wydanym w 1900 roku Słowniku polskich imion rodzajów oraz wyższych skupień roślin po polskimi nazwami sowerbia i ściłucznia.

## Zastosowanie
Sowerbaea laxiflora o fiołkoworóżowych kwiatach uprawiana jest w Australii jako roślina ogrodowa lub doniczkowa. Kwitnie od sierpnia do października. Zakwita w drugim roku po wysianiu. 
W Ogrodzie Botanicznym Królewskiego-Warszawskiego Uniwersytetu w 1824 roku uprawiana była Sowerbaea juncea. W 2021 roku żaden z gatunków nie był jednak ujęty w Index plantarum Ogrodu Botanicznego Uniwersytetu Warszawskiego.